# Vanessa Branch
Vanessa Lynn Branch (ur. 21 marca 1973 w Londynie) – angielska modelka i aktorka, posiadająca także obywatelstwo amerykańskie, znana głównie z roli Giselle w Piratach z Karaibów: Klątwa Czarnej Perły i ich kontynuacji.

## Filmografia
- 1995-2001 Star Trek: Voyager - Naomi Wildman (gościnnie)
- 1997-2003 Port Charles - Mary Margaret "Paige" Barrington Smith (2002) i Rebecca "Becca" Barrington (2002)
- 1998-1999 Brawo, bis! (Encore! Encore!) - Danielle Bertrand (1999) (gościnnie)
- 2000 Cela (The Cell) - ofiara Starghera
- 2000-2002 The Invisible Man - Amanda/Mandy (gościnnie)
- 2001 Fenomen żonatego faceta (The Mind of the Married Man) (gościnnie)
- 2001 Dobre rady (Good Advice) - prezenterka TV
- 2001 Terrorysta (Ticker) - Redhead
- 2002 John Q - R.N.
- 2002 Agent w spódnicy (She Spies) - Kendall Swann (2004) (gościnnie)
- 2003 Piraci z Karaibów: Klątwa Czarnej Perły (Pirates of the Caribbean: The Curse of the Black Pearl) - Giselle
- 2004 Zagubieni (Lost) - Karen (gościnnie)
- 2004 W rękach wroga (In Enemy Hands)
- 2004 Ekipa (Entourage) - tłumaczka (2005) (gościnnie)
- 2004 Almost - Rachel/Samantha
- 2005 Asylum - Sophie Miller
- 2005 Dreaming Reality - doktor
- 2006 Piraci z Karaibów: Skrzynia umarlaka (Pirates of the Caribbean: Dead Man's Chest) - Giselle
- 2007 Suburban Girl - Faye Faulkner
- 2007 Piraci z Karaibów: Na krańcu świata (Pirates of the Caribbean: At World's End) - Giselle
- 2007 Andy Barker, P.I. - Nadia
- 2007 Milk and Fashion - Anna
- 2008 All Roads Lead Home - Lillian Cole
- 2008 C&C Red Alert 3 (gra komputerowa) - komendant Żanna Agonskaya
- 2008 Intryga (Cold Play) - Indigo Thorpe